# Giovanni Antonio Santarelli
Giovanni Antonio Santarelli, né le 20 octobre 1758 à Manoppello dans la région italienne des Abruzzes et mort le 30 mai 1826 à Florence, est un sculpteur et médailliste italien. 
Il est notamment l'auteur des coins du franc de la principauté de Lucques et Piombino produits entre 1810-1814. Il produit un grand nombre de gravures de souverains en Italie, comme l'archiduc autrichien Ferdinand III de Toscane et la reine d'Étrurie Marie-Louise de Bourbon. Santarelli produit aussi les médailles du duché de Parme frappées à l'effigie de la grande-duchesse Marie-Louise d'Autriche en 1818. 
Il est nommé professeur à l'École de gravure de l'université de Florence par le général Jacques François Menou, gouverneur de Toscane, et élevé à la dignité de chevalier de l'ordre de la Réunion par l'empereur Napoléon Ier. 